# Гмырёв, Алексей Михайлович
Алексей Михайлович Гмырёв (1887—1911) — русский поэт.

## Биография
```
Как-то в жгучий полдень на курган седой
Отдохнуть спустился сокол молодой.
И, заслышав, в гуще спелой ржи
Притаились робко мирные стрижи.

```

Алексей Гмырёв родился 17 (29) марта 1887 года в городе Смоленске в семье кондуктора железной дороги. В девять лет он потерял мать, а в пятнадцать — отца.
Работал на заводе, занимался революционной агитацией. Член РСДРП. С декабря 1904 года неоднократно арестовывался, а в мае 1906 года сослан в Архангельскую губернию. Осенью того же года обвинён в убийстве, в 1908 году приговорён к каторжным работам. Сочинять стихи А. Гмырёв начал в 1905 году, однако при жизни их было опубликовано менее десяти. Скончался в возрасте 24 лет 11 (24) сентября 1911 год в Херсоне в больнице Херсонской каторжной тюрьмы. Похоронен на херсонском кладбище.

## Публикации
За решёткой (с предисл. В.М. Фриче). М., 1926
Гори, моё сердце. Киев, 1957
Колос молодой. М., 1958
Уралов Т. Т. Путь Алексея Гмырёва. Херсон, 1960
Стихи. Смоленск, 1961
У истоков русской пролетарской поэзии (сб. стих.). М., 1965
Алые песни. М., 1968
Грома гордые раскаты. Одесса, 1970
Уралов Т. Т. Потомок прометеев: докум.-ист. повесть (2-е изд., с вступит. ст. Д.Д. Шостаковича). Одесса, 1980

## Музыка
- Композитор Маргарита Кусс на стихи А. Гмырёва создала цикл «Пять романсов».
- Композитор  Шостакович, Дмитрий Дмитриевич использовал стихи А. Гмырёва в "Десять поэм на слова революционных поэтов, соч. 88", изданы фирмой "Мелодия" на пластинке С10-04937-8

## Критика
Композитор Дмитрий Дмитриевич Шостакович, который положил на музыку ряд стихотворений («Грезы», «К счастью», «Набат», «Казненным», «Мы молча глядели», «Я погибну» и другие) отмечал: 

Гмырев не перестает волновать меня, композитора, и многочисленных… читателей своей поэтической чистотой и силой правды… Юный Гмырев является примером великого назначения человека на земле

## Память

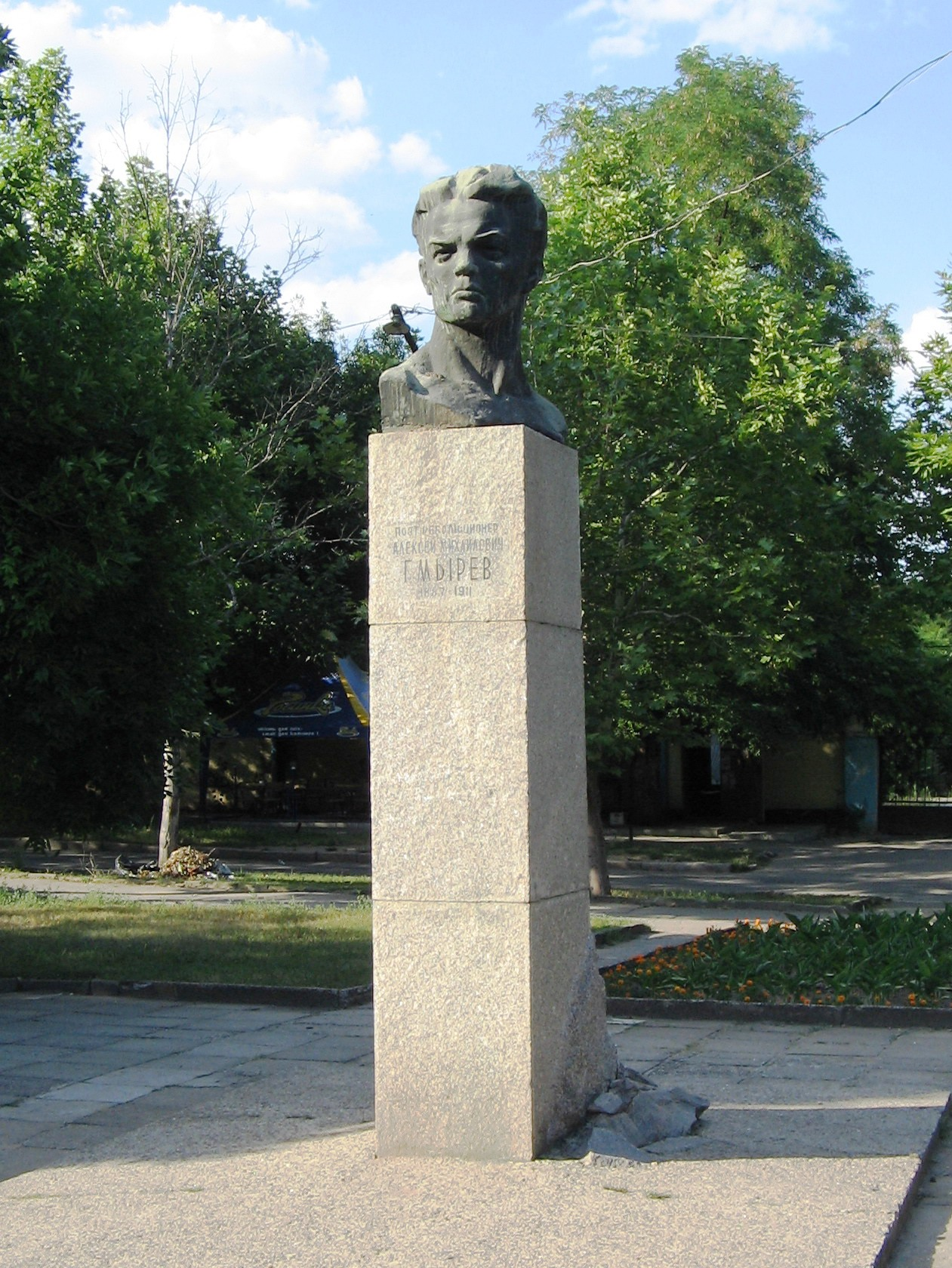
Памятник А. Гмырёву
в Николаеве

- Его именем названа улица Херсона[3];
- Его именем названа улица Николаева[3];
- В 1968 году в Николаеве был поставлен памятник (работы скульптора О. А. Здиховского и архитектора Е. П. Теляшова)[1].
- Именем А. М. Гмырёва названа Николаевская областная универсальная научная библиотека.